# Сречко Джукич
Сречко Джукич е югославски и сръбски дипломат, икономист, публицист, писател. Публикува професионални и научни трудове по икономическа политика, икономическо планиране, научно-технически прогрес, а впоследствие се фокусира върху статии по международни (икономически) отношения, външна политика, дипломация, енергетика.
Темите на изследванията на Джукич са СССР (Съветски съюз), СИВ (Съвет за икономическа взаимопомощ), ВД (Варшавски договор), биполярни отношения и сфери на интереси; крахът на съветската империя и процесът на разпад, постсъветското пространство; Руската федерация и нейната нова среда, бившите съветски републики като независими държави; усилия за интеграция, Общност на независимите държави, Евразия; Източна Европа, Балкани, отношения Изток-Запад; енергийна политика в областта на газа, петрола и ядрената енергетика.
Джукич е автор на много предговори, епилози, рецензии. Редовно дава интервюта за местни и чуждестранни медии, участва в професионални и научни срещи и конференции. Многобройни статии, коментари, интервюта има в сръбски и чуждестранни периодични издания (Директор, Бизнес политика, Икономическа политика, Югославски преглед, NIN, Международна политика, СИВ, Международен живот, Аргументи, Икономически перспективи), вестници (Политика, Блиц, Вечерни новости), 24 часа, Дума, Континент, Пари, Република, Беларус днес, Народна воля), агенции, радио, телевизия, портали в страната и в чужбина. Освен произведения от професионален и научен характер, Джукич пише и такива от публицистично и литературно естество.

## Биография
Сречко Джукич е роден на 7 януари 1947 г. в село Суботица, община Коцельево, Тамнава. Завършва основно училище в родното си място, а след това се обучава във Вальево и Белград. Завършил е Икономическия факултет на Белградския университет (1970), има магистърска (1974) и докторска степен (1981) от същия университет; специализирал е в Москва; владее руски, български и английски.
Женен е, има дъщеря, син и трима внуци.
В професионално отношение той преминава от младши икономически анализатор и проектант, съветник и секретар в югославското правителство до дипломатически задължения в страната и чужбина. Започва кариерата си във Федералния институт за социално планиране (1970 – 1974), продължава (до 1986) във Федералния изпълнителен съвет (ФИС, правителство на СФРЮ) като съветник на члена на ФИС по икономически и политически въпроси и секретар на координационната комисия на ФИС за сътрудничество между СФРЮ и Съвета за икономическа взаимопомощ (СИВ). Джукич участва в най-важните преговори между СФРЮ и СИВ, в сесиите на най-висшите органи на СИВ, както и в работата на редица професионални и други висши политически органи на СИВ.
Като югославски и сръбски дипломат, Джукич работи в югославски/сръбски мисии и посолства в Москва (в СССР и Русия), София (България) като съветник и министър-съветник, в Минск (Беларус) като посланик. След агресията на НАТО 1999 – 2000 г. работи в Косово и Метохия. В Министерството на външните работи (1986 – 2012) д-р Джукич е координатор за регионално сътрудничество, помощник-началник за СССР и Източна Европа, заместник-директор на Дирекция за Европа, директор на Аналитичната дирекция на Службата за изследвания и документация (СИД), директор на Дирекция за Русия и Евразия и посланик.
Д-р Сречко Джукич е гост-професор на Университета в Баня Лука, Федералния университет в Красноярск (Русия); професор във Факултета по дипломация и сигурност, Университет Юнион в Белград; преподавател във Факултета по политически науки в Белград, Училище за външна търговия на Сръбската търговска камара, Отворено училище в Белград, Училище „Дипломати на бъдещето“ в младежкия лагер „Океан“, Владивосток (Русия).
Той е член на Форума за международни отношения на Европейското движение в Сърбия.
От 2004 до 2011 г. д-р Сречко Джукич е извънреден и пълномощен посланик на Република Сърбия в Беларус, доайен на дипломатическия корпус.